# Мехмед Талат паша
Мехмед Талат паша (на османски турски: محمد طلعت پاشا) е османски политик, велик везир през 1917 – 1918 година.

## Биография
Мехмед Талат е роден през 1874 година в Кърджали в семейството на дребен чиновник от помашки произход, женен за циганка.. Постъпва на работа като телеграфист в Одрин, а от 1898 година е в Солун, където достига до поста началник на пощенската служба.
В Солун Мехмед Талат става член на Комитета за единство и прогрес и след Младотурската революция от 1908 година е избран за депутат, през 1909 за кратко е вътрешен министър, а след това министър на пощите. От 1912 година е генерален секретар на Комитета за единство и прогрес.
През 1913 година Талат отново става вътрешен министър, а малко по-късно вече е един от Тримата паши, заедно с Енвер паша и Джемал паша – групата, фактически оглавила авторитарния режим в страната през следващите години. До 1917 година Талаат паша е вътрешен и финансов министър, а през 1917 – 1918 година е велик везир. Като вътрешен министър Талаат паша инциира през 1915 година арестите на арменски общественици и масовите депортации на арменско население, които поставят началото на Арменския геноцид.
На 8 октомври 1918 година, на прага на окончателното военно поражение на Османската империя в Първата световна война, Талат паша подава оставка и малко по-късно е изведен от Истанбул с германска подводница. На 5 юли 1919 година той е осъден задочно от османския съд на смърт за държавна измяна, кланетата на арменци и заграбването на тяхна собственост.
Талат паша е застрелян на 15 март 1921 година пред дома си в Берлин от дееца на Арменската революционна федерация Согомон Тейлирян. Тейлирян губи в геноцида цялото си семейство, съставено освен него от още 85 души, и става свидетел на изнасилването на две свои сестри и убийството на майка му и брат му, което и представените факти за организирания от Талат геноцид става причина да бъде оправдан от германския съд.